# Bryconamericus guaytarae
Bryconamericus guaytarae es una especie de pez de la familia Characidae.

## Morfología
Los machos pueden llegar alcanzar los 8,3 cm de longitud total.

## Hábitat
Vive en zonas de clima tropical.

## Distribución geográfica
Se encuentran en Sudamérica: cuenca del río Patía, en Colombia.